# Taphiassa impressa
Taphiassa impressa är en spindelart som beskrevs av Simon 1880. Taphiassa impressa ingår i släktet Taphiassa och familjen Mysmenidae.
Artens utbredningsområde är Nya Kaledonien. Inga underarter finns listade i Catalogue of Life.